# Four Seasons Hotel New York
Four Seasons Hotel New York je postmoderní mrakodrap v newyorské čtvrti Manhattan. Má 55 podlaží a výšku 208 metrů. Byl dokončen v roce 1993. Za designem budovy stáli architekti Pei Cobb Freed a Frank Williams. V budově se nachází luxusní hotel řetězce Four Seasons. Se svými 55 podlažími je to nejvyšší hotelová budova v New Yorku. Majitelem hotelu je Ty Warner. Jako generální ředitel působí od roku 2018 Rudy Tauscher, manažer německého původu.

## Vybavení hotelu a náklady přenocování
Podle zpráv je hotel Four Seasons nejdražším hotelem ve městě. Za přenocování v nejlevnějším pokoji se počátkem roku 2020 platilo 995 dolarů za jednu noc. Nejdražší suita s rozlohou 400 m², která se nachází v 55. patře budovy a má nádherný výhled na město, stojí 50 000 dolarů za noc. V této ceně je zahrnuto používání automobilu značky Rolls Royce s řidičem.

## Přeměna hotelu na ubytovnu pro zdravotnický personál vdobě koronové krize 2020
Od 20. března 2020 je tento hotel v důsledku hrozivé pandemie covidu-19 ve státě New York pro platící hosty uzavřen. Několik dní poté rozhodl majitel Ty Warner, že bude hotel přeměněn v ubytovnu lékařů, zdravotních sester, pečovatelů a jiného zdravotnického personálu, kteří pracují v nemocnicích a klinikách při záchraně lidí postižených nemocí covid-19. Většina hotelových zařízení byla pro nové upotřebení podstatně upravena.
Po dobu koronové krize je v hotelu pro hosty z těchto řad zaveden přísný režim. Osoby již nakažené nemocí covid-19 mohou být ubytovány pouze v tzv. „červené zóně“, nenakažení hosté jsou v „zelené zóně“. Všichni hosté z řad zdravotnického personálu smějí v hotelu pobývat jen celkově 30 dní, z toho pouze 7 dní ve stejném pokoji. O jejich eventuálním podílu na nákladech ubytování nebylo nic oznámeno, avšak již krátce po zveřejnění nabídky se přihlásilo 1400 zájemců. Také další hotely v New Yorku následovaly příkladu hotelu Four Seasons.